# ناظم الصافي
السيد ناظم الصافي، (13 سبتمبر 1975 -) هو عالم دين شيعي.

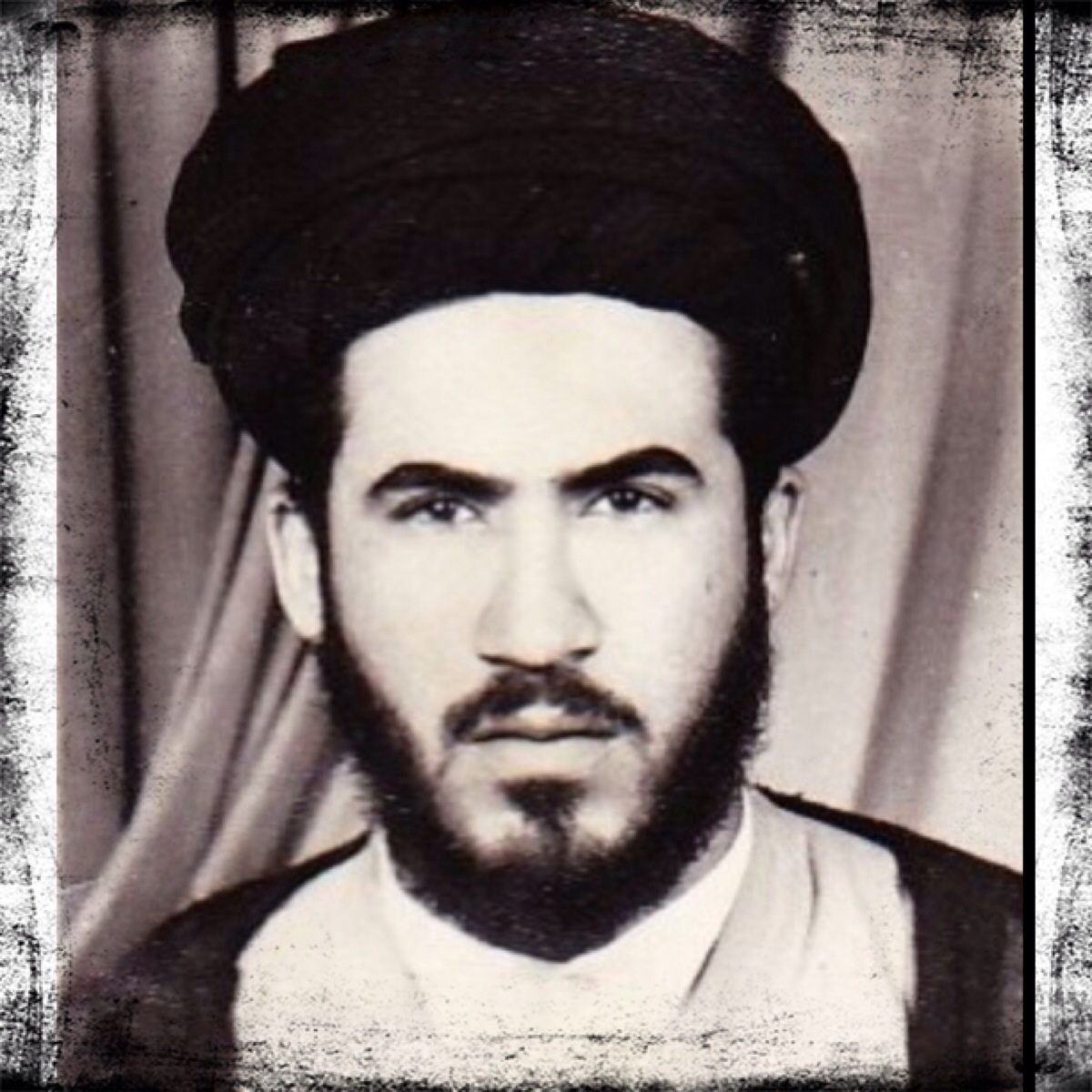
ناظم الصافي الموسوي

## نسبه
ناظم بن ياسر بن علوان بن جبر بن صالح الصافي الموسوي. من أسرة علوية، ألا وهي عشيرة السادة الصوافي. وينتهي نسبه ناظم بن ياسر بن علوان بن جبر بن صالح الصافي إلى الامام موسى بن جعفر الكاظم (عليه السلام).

## ولادته
ولد في قضاء الحي في محافظة واسط. /العراق بتاريخ 19/ شهر رمضان / 1396هـ ،13/ 9/ 1976م، متزوج وله من الأولاد العدد
والده ياسر بن علوان بن جبر الصافي. راح ناظم يصوّب نظراته إلى حيث الحوزة العلمية في النجف، التي عرف بشغفه بها وشوقه إلى علومها، فالتحق بها بادئاً بذلك مشواره العلمي، وكان فيها نموذجاً رائعاً، عرف بدقّته وجديّته وحبّه لدرسه، بشكل يتناسب مع ما اتسمت به ذهنيته من قدرة فائقة على منهجة أعماله الحوزوية ونشاطاته الفكرية ومتابعاته العلمية; ممّا جعله أكثر تفوّقاً من غيره وأسرع اجتيازاً لمراحل دراسته مرحلة بعد المرحلة رغم ما اتصفت به من صعوبة ومشقّة. حضر ناظم مقدِّمات العلوم من النحو والصرف والمعاني والبيان والمنطق والفقه والعقائد وبعد إنهاء المقدِّمات وبعد بلوغه بفترة وجيزة ارتدى تاج العلم زي النَّبي والأئمَّة وأجداده العلماء وأكمل مسيرته العلمية حتى نال مراتب العلوم العليا من السطوح والبحث الخارج.
- أشرف وشارك في تأسيس عدد كبير من المكتبات.
- عضو فعال في مؤسسة فاطمة الخيرية لمدة 4 سنة.
- مدير إدارة رابطة علماء وطلبة واسط لمدة 3 سنة
- يمتلك مكتبة كبير جداً تعد من المكتبات المهمة لما فيها من المصادر وتعدد العلوم أسسها عام 1989م - 1410هـ.
- عرف بكثرة الإنتاج والعطاء الفكري والعلمي والتربوي منذ صغره.
- ساهم في بناء الكثير من المشاريع الخيرية.
- درس العديد من طلبة العلوم الدينية على يده.
- خالف وحارب الكثير من العادات المخالفة للشريعة.

## مؤلفاته
ألف العديد من الكتب منها:-
1-عقيدتنا في القرآن.
2- الآداب الحوزوية.
3- جهبذ العلماء( سعيد بن جبير).
4- محمد الحائري ( العكار).
5- حوارية نجاة الفرد.
6- الاستعداد لظهور الإمام المهدي.
7- الأربعون حديث حول المهدي ووصايا لشيعته.
8- شرح الصلاة التعجيلية.
9- علم السنن في القرآن ( بحث مختصر).
10- رسالة الطريق لمعرفة الله تعالى.
11- قيمة القرآن.
12- الستر والحجاب.
13- الرؤية الإلهية في الوجود والعدم.
14- قصص عشاق الإمام الحسين.
15- الحجامة والفصد.
16- كيف نهدي شخصاً.
17- ومضات عرفانية لمحمد محمد صادق الصدر.
18- حياة الشيخ عبد الحسين الحياوي الواسطي.
19- السيد علي بن أحمد (الشرقي ابن السادة الأمراء).
20- نافلة صلاة الليل.
21- مدى حجية الرؤيا والرد على البابوية والمهدوية.
22- العبادة والنوم في الشريعة الإسلامية.
23- الفتور وعلاجه في الشريعة الإسلامية.
24- سلوة التاجر والكاسب.
25- سؤال وجواب حول الموت
26- كشكول الصافي ج1.
27- المبدأ والمعاد.
28- نفس في فضائل الإمام علي.
29- إرشاد السائل ج1 (فقه).
30- المرشد إلى إصلاح النفس.
31- وصايا إلى ولدي.
32- تنبية الغافل.
وغيرها من الأبحاث والكتب والمقالات والمنجزات. وأخرى تحت الطبع..